# Pythonichthys asodes
Pythonichthys asodes is een  straalvinnige vissensoort uit de familie van modderalen (Heterenchelyidae). De wetenschappelijke naam van de soort is voor het eerst geldig gepubliceerd in 1972 door Rosenblatt & Rubinoff.
De soort staat op de Rode Lijst van de IUCN als niet bedreigd, beoordelingsjaar 2007.